# Cantó de Flers-Sud
El cantó de Flers-Sud és un cantó francès del departament de l'Orne, situat al districte d'Argentan. Té 8 municipis i el cap es Flers.

## Municipis
- La Chapelle-au-Moine
- La Chapelle-Biche
- Flers (part)
- La Lande-Patry
- Landigou
- Landisacq
- Saint-Paul
- La Selle-la-Forge

## Història
| Data d'elecció                           | Identitat               | Partit        | Qualitat |
| ---------------------------------------- | ----------------------- | ------------- | -------- |
| 1982-1992                                | Michel Lambert          | PS            |          |
| 1992-1998                                | François-Xavier Guitter | Divers droite |          |
| 1998-                                    | Yves Goasdoué           | PS            |          |
| les dades anteriors no són pas conegudes |                         |               |          |
|                                          |                         |               |          |